# Mamadou Keita (Judoka)
Mamadou Keita (* 29. September 1961) ist ein ehemaliger malischer Judoka.

## Sport
Er trat bei den Olympischen Sommerspielen 1988 in Seoul an. Im Leichtgewicht kam er auf Rang 20. Dort verlor er in der ersten Runde gegen Tamás Bujkó aus Ungarn. Er diente auch als Fahnenträger bei der Eröffnungszeremonie.